# Carlos Batres
Carlos Batres, född 2 april 1968, är en fotbollsdomare från Guatemala som bland annat dömt i fotbolls-VM 2002. Han dömde också i fotbolls-VM 2010 i Sydafrika. Batres har varit FIFA-domare sedan 1996. Hans första match som internationell domare var en kvalmatch till fotbolls-VM 1998 när Panama mötte Kanada den 27 oktober 1996.